# Districte de Sorokine
Districte de Sorokine o Krasnodon (en ucraïnès Сорокинський район, Краснодонський район) és un raión o districte d'Ucraïna a l'óblast de Luhansk. La capital és la ciutat de Sorokine.
Comprèn una superfície de 1400 km².

## Demografia
Segons estimació 2010 tenia una població total de 31550 habitants.

## Altres dades
El codi KOATUU és 4421400000. El codi postal 94415 i el prefix telefònic +380 6462.